# Theodosius I.

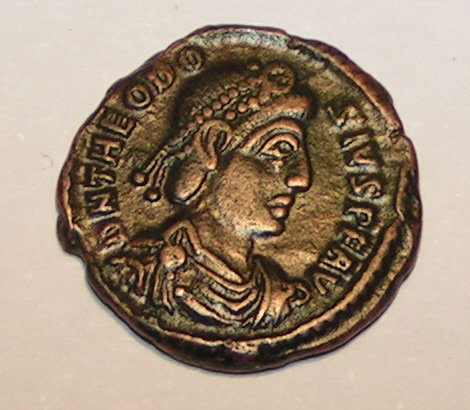
Darstellung Theodosius’ I. auf einer römischen Münze

Theodosius I. (griechisch Θεοδόσιος Αʹ, eigentlich Flavius Theodosius; * 11. Januar 347 in Cauca, Hispanien; † 17. Januar 395 in Mediolanum, dem heutigen Mailand), auch Theodosius der Große (lateinisch Theodosius Magnus), war römischer Kaiser von 379 bis 395 und der letzte Kaiser, der (für kurze Zeit) das gesamte Römische Reich regierte.
Die Regierungszeit des Theodosius war verbunden mit einschneidenden Veränderungen für das spätantike Imperium Romanum. So wurde 382 mit Teilen der Goten erstmals eine große Gruppe von Germanen als autonomer Verband unter eigenen Herrschern als Foederaten auf dem Boden des Reiches angesiedelt, während Theodosius im Inneren die trinitarische Richtung des Christentums faktisch zur alleinigen Staatsreligion erhob und Gesetze gegen das Heidentum und insbesondere gegen christliche Häresien erließ. Nach einem Bürgerkrieg verwirklichte Theodosius für kurze Zeit ein letztes Mal die Einheit des Imperiums. Nach seinem Tod 395 führte die damit verbundene Aufteilung des Reiches in zwei Herrschaftsbereiche unter seinen beiden Söhnen jedoch letztlich zur endgültigen Trennung in ein Weströmisches und ein Oströmisches Reich, wenngleich diese von den Zeitgenossen nicht als solche wahrgenommen wurde und das Imperium Romanum staatsrechtlich als Einheit fortbestand.

## Leben

### Die frühen Jahre
Flavius Theodosius wurde am 11. Januar 347 in Cauca, dem heutigen Coca, geboren, einer Kleinstadt in der nordwestlichen hispanischen Provinz Gallaecia. Sein Vater, der ebenfalls Flavius Theodosius hieß und unter Kaiser Valentinian I. ein erfolgreicher Heermeister war, besaß hier größere Besitzungen. Seine Großeltern väterlicherseits, Honorius und Thermantia, waren wohl schon nicaenische Christen, genauso wie sein Vater und er selbst. Theodosius hatte einen Bruder, Honorius, dessen Tochter Serena er später adoptierte. Diese erreichte durch die Heirat mit dem Heermeister Stilicho noch großen Einfluss.
Der junge Theodosius verbrachte die Kindheit in seiner hispanischen Heimat. Über seinen Bildungsweg ist kaum etwas bekannt, außer dass er Interesse an geschichtlichen Studien zeigte und auch sonst sehr aufgeschlossen gewesen sein soll. Aufgrund seiner gehobenen Herkunft dürfte er eine standesgemäße Erziehung erhalten haben. Ab 368 ist er im Gefolge seines Vaters bezeugt. Dort schlug er eine militärische Laufbahn ein und nahm mit ihm zusammen an den Feldzügen in Britannien 368/369, an dem Feldzug gegen die Alamannen 370 am Rhein (sein Vater hatte zu diesem Zeitpunkt bereits den Rang eines magister equitum praesentalis inne, war also Kommandeur der Reiterei der Hofarmee) und gegen die Sarmaten 372/373 im Donauraum teil.
Vermutlich durch den Einfluss des Vaters wurde Theodosius zum dux Moesiae superioris (später dux Moesiae primae) befördert, womit ihm eine eigene Militärprovinz auf dem Balkan unterstand. Diese Art der Protegierung war damals keineswegs unüblich, und der jüngere Theodosius schien den Aufgaben gewachsen. Im Jahr 373 wurde der Vater schließlich zur Unterwerfung des Usurpators Firmus nach Africa abberufen, während sein Sohn 374 die Sarmaten, welche die Donau überschritten hatten, in Pannonien (etwa dem heutigen Ungarn) schlug. Somit hatte er sich als Befehlshaber bewiesen und war als Militär durchaus angesehen.
Ende 375 starb Valentinian I., und 376 beendete Theodosius plötzlich seine militärische Karriere und zog sich auf seine heimatlichen Besitzungen nach Hispanien zurück. Die Gründe dafür sind äußerst vielschichtig und auch widersprüchlich. Jedenfalls steht der Rückzug offensichtlich in enger Verbindung mit dem Tod seines Vaters, der im Zusammenhang mit dem Aufstand des Firmus und der darauf folgenden Untersuchung gegen den angesehenen afrikanischen Statthalter Romanus (wohl zu Unrecht) des Hochverrats angeklagt und zum Tode verurteilt worden war. Wahrscheinlich wurde er das Opfer eines Machtkampfes um die Kontrolle des jungen Kaisers Gratian. Der jüngere Theodosius heiratete noch im gleichen Jahr Aelia Flaccilla, eine Frau aus dem hispanischen Provinzadel, die 377 seinen ältesten Sohn Arcadius zur Welt brachte. Ansonsten widmete er sich der Verwaltung seiner Güter. Nach Lage der Dinge konnte Theodosius wohl kaum mehr damit rechnen, je wieder im Militärdienst aktiv zu werden. Doch die Sachlage veränderte sich dramatisch, als am 9. August 378 die Schlacht von Adrianopel stattfand.

### Theodosius’ erste Regierungsjahre im Osten
In dieser Schlacht, beim heutigen Edirne, fiel der Augustus des Ostens, Valens, im Kampf gegen die Goten. Diese waren unter ihrem Anführer Fritigern vor den Hunnen ausgewichen und 376 über die Donau gekommen, nachdem Valens, der ihre Kampfkraft nutzen wollte, ihnen Aufnahme im östlichen Reichsteil gewährt hatte, wo sie jedoch bald darauf wegen schlechter Behandlung durch die lokalen römischen Funktionäre rebellierten. Mit ihnen kämpfte bei Adrianopel auch die so genannte Dreivölker-Konföderation. Sie bestand aus alanischen Kriegern, die vor den Hunnen aus ihrer alten Heimat nördlich des Kaukasus geflohen waren, ferner aus rebellischen Hunnen und aus gotischen Greutungen, die sich ebenfalls dem Zugriff der Hunnen entzogen hatten und eigentlich den Römern dienen wollten. Zwei Drittel des kaiserlichen Bewegungsheeres, also der schlagkräftigen Einsatztruppen im Osten, gingen mit Valens unter.
Den Goten stand nun der Balkanraum zur Plünderung offen, auch wenn es Valens’ Witwe Albia Domnica offenbar gelang, mit Hilfe einer eilends in Adrianopel ausgehobenen Bürgermiliz ein Vorrücken des Feindes gegen Konstantinopel zu verhindern. Nach dieser Katastrophe rief der Westkaiser Gratian, der sich außerstande sah, selbst in den Osten zu eilen, Theodosius aus Hispanien zurück. Die Gründe für diese Entscheidung sind in der Forschung umstritten. Am wahrscheinlichsten dürfte aber sein, dass Gratian schlicht einen fähigen General benötigte; sein Mitkaiser Valentinian II. war noch ein Kind. In Sirmium ernannte Gratian Theodosius zunächst zum Heermeister über Illyrien. Theodosius konnte rasch einige Erfolge verbuchen, so in Pannonien, wo er die Sarmaten schlug, die erneut die Donau überquert hatten. Nach Ansicht einiger Forscher ließ er sich bereits jetzt selbst eigenmächtig zum Kaiser ausrufen und war demnach formal ein Usurpator; die genauen Vorgänge jener Wochen sind aber kaum zu rekonstruieren. Es ist aber damit zu rechnen, dass Gratian dem erfolgreichen General angesichts der schwierigen Lage den Purpur nicht verweigern konnte, wollte er einen Bürgerkrieg vermeiden. Am 19. Januar 379 erhob Gratian Theodosius daher zum Augustus, blieb aber selbst als senior Augustus formal höherrangig. Auch Valentinian II. blieb dem neuen Kaiser de iure übergeordnet, da er, obwohl noch ein Kind, ebenfalls dienstälter war. Theodosius wurde von Gratian die Praefectura Orientis zugewiesen, einschließlich der Diözesen Dakien und Makedonien. Damit unterstand Theodosius in etwa der Raum, den bereits Valens regiert hatte und der nach der Reichsteilung 395 dem Ostreich zugeschlagen werden sollte. Die Männer, die für den Tod seines Vaters verantwortlich gewesen waren, waren zu diesem Zeitpunkt bereits nicht mehr am Leben.
Mit großer Energie kümmerte sich Theodosius in der Folgezeit um die Sicherung seines Herrschaftsbereiches. Als Residenzort hatte er zunächst aus strategischen Gründen Thessaloniki gewählt, von wo aus er nun die Armee (oder besser gesagt: deren Reste) reorganisierte. Im Zuge dieser Reorganisation nahm die Barbarisierung der Truppenteile zu, obwohl sich auch eine ganze Anzahl von römischen Generälen im Stab des Theodosius fand. Theodosius ging zunächst erfolgreich ab 380 gegen die Goten unter Fritigern auf dem Balkan vor, erlitt jedoch schließlich eine Niederlage. Sie zwang ihn, bei Gratian um Hilfe zu bitten, der ihm daraufhin zwei seiner erfahrensten Generäle überließ, Bauto und Arbogast. Gratian erhielt 380 auch die Diözesen Dakien und Makedonien zurückerstattet. Ende desselben Jahres erkrankte Theodosius so schwer, dass er sich daraufhin taufen ließ – es war in der damaligen Zeit nicht üblich, schon als Kind getauft zu werden. Dadurch war Theodosius nun jedoch eventuellen kirchlichen Sanktionen ausgesetzt, die in der Folgezeit auch auf ihn zukamen, so etwa im Konflikt mit dem einflussreichen Bischof von Mediolanum (heute Mailand), Ambrosius (siehe dazu die Religionspolitik des Theodosius).
Am 3. Oktober 382 schloss der Heermeister Flavius Saturninus im Auftrag des Kaisers mit den Goten offenbar einen Vertrag ab, in dessen Zusammenhang sie zu so genannten Foederati erhoben wurden. Sie durften nun südlich der unteren Donau siedeln, mussten aber Rom Waffenhilfe leisten. Dieser Gotenvertrag markierte nach Ansicht der meisten Historiker einen Wendepunkt in der römischen Geschichte. Einige andere Gelehrte verweisen allerdings auf die sehr schlechte Quellenlage (Näheres berichtet erst Jordanes, fast 200 Jahre nach den Ereignissen), stellen die angebliche Besonderheit der Abmachungen in Frage und bezweifeln teils sogar, dass überhaupt ein Vertrag geschlossen wurde (zum Beispiel Guy Halsall).
Nach traditioneller Ansicht war die besondere Bedeutung des Gotenvertrages die folgende: Bisher waren besiegte Germanen zwar als dediticii (Unterworfene) aufgenommen worden, hatten aber keine Rechte (außer der persönlichen Freiheit). Das foedus von 382 sorgte jedoch dafür, dass die angesiedelten Goten zu Reichsbewohnern wurden, zugleich aber formal nicht zu Römern; sie durften auch keine Ehen mit römischen Bürgern eingehen. Das von ihnen besiedelte Land blieb auch weiterhin römisches Staatsgebiet, doch galten die Goten wohl als autonom. Die Goten mussten dafür den Kaisern als Krieger dienen, allerdings unter eigenen Führern, und wurden vom römischen Staat versorgt; das Oberkommando kam aber römischen Offizieren zu. Trotz großer Zugeständnisse an die Goten stärkte dieser Vertrag die Wehrkraft Roms (worauf es Theodosius in erster Linie ankam), wenn sich auch in den nachfolgenden Jahren zahlreiche Nachteile dieses Vertrags bemerkbar machen sollten. Als ein erster Schritt für den Niedergang und die Auflösung Roms kann dieser Vertrag jedoch nach Ansicht der neueren Forschung sicher nicht gedeutet werden. Zudem erkannte damit Theodosius nur die faktischen Verhältnisse an: Die gotischen Krieger waren kaum wieder aus dem Reich zu drängen. So gesehen war dies eine flexible Maßnahme des Kaisers, der damit wenigstens zeitweise für Ruhe sorgte und nun über zusätzliche Truppen verfügen konnte.

### Eingreifen im Westen und Konsolidierung des Reiches
Im Jahr 383 wurde Magnus Maximus, ein römischer General hispanischer Herkunft, von seinen Truppen in Britannien zum Augustus erhoben. Der Grund war unter anderem die Unzufriedenheit im Militär über das Verhalten Gratians, der sich lieber mit Alanen als mit römischen Offizieren umgab. Gratian zog dem Usurpator entgegen. In der Nähe des heutigen Paris lief der Großteil seines Heeres aber zu Maximus über, und kurz darauf wurde Gratian in Lyon ermordet. Theodosius, der ohnehin ein angespanntes Verhältnis zu Gratian gepflegt hatte und im Osten gebunden war (er befand sich mitten in den Vorbereitungen für einen dann abgeblasenen Feldzug gegen die Perser), ließ Maximus vorerst gewähren. Es kam daher zu einer Teilung der Herrschaft im Westen, wobei Gratians junger Halbbruder Valentinian II., der nun nominell der senior Augustus war, nur Italien und Africa erhielt; der Rest des Westens wurde Maximus übertragen, der in Trier residierte.
In den folgenden Jahren widmete sich Theodosius der Verwaltung des Ostens. Er ging gegen die fast allgegenwärtige Korruption im Beamtenapparat vor. Allerdings gelangen ihm keine wesentliche Besserung der wirtschaftlichen Lage und auch keine durchschlagenden Reformen im Bereich des Steuerwesens, auch wenn man ihm hier keine Versäumnisse vorwerfen kann. Theodosius hatte es zwar nicht geschafft, den zivilen Verwaltungsapparat lückenlos zu durchdringen, wohl aber erreichte er in Teilen eine Verbesserung der Verwaltungspraxis. Theodosius bevorzugte den Adel, ob christliche oder heidnische Aristokraten war dabei nebensächlich, da er offenbar der Meinung war, dass aus dieser Schicht leichter Männer zu gewinnen waren, die sich für das Wohl des Staates einsetzten. Allerdings übersah der Kaiser dabei wohl, dass Adlige oft eher den eigenen Standesinteressen Rechnung trugen, die sich nicht mit dem Allgemeinwohl deckten.
Der heidnische Historiker Zosimos, der um 500 eine Neue Geschichte schrieb, schildert den Christen Theodosius topisch in sehr düsteren Farben. Dabei folgte er zum einen seiner Quelle Eunapios von Sardes, zum anderen missbilligte Zosimos die Religionspolitik des Kaisers. Zosimos warf Theodosius Vetternwirtschaft vor, was in der antiken Gesellschaft jedoch eher die Regel als die Ausnahme war; vor allem habe Theodosius die Zahl der Militärposten erhöht. Negativ ist dieser letzte Schritt aber kaum zu bewerten, denn Theodosius mag damit nur gewisse Wünsche befriedigt und zugleich den Einfluss des Militärs eingedämmt haben. Jedenfalls musste Theodosius sich während seiner gesamten Regierungszeit im Ostreich nie mit rebellischen Militärs auseinandersetzen. Zudem konnte die moderne Forschung nachweisen, dass Zosimos teilweise falsche Angaben machte, denn im Osten hatte es bereits vor Theodosius drei Heermeister gegeben, Theodosius erhöhte diese Anzahl auf fünf, wobei er aber freilich mit dem Illyricum auch zusätzliches Territorium zu verteidigen hatte.
Konstantinopel erlebte in der Regierungszeit des Theodosius einen lebhaften Aufschwung und wurde endgültig zum Zentrum des Ostreiches; zuvor hatten Kaiser wie Julian oder Valens noch in anderen Städten Residenz bezogen. Der Festungsring musste erweitert werden, die Paläste und vor allem das Theodosius-Forum (zuvor Forum Tauri) wurden ausgebaut. Die Bevölkerung der Hauptstadt stieg schließlich auf ca. 250.000 Menschen an. Auch im kulturellen Bereich erlebte der Osten eine neue Blüte in Literatur und Kunst. Die „Hochschule“ der Stadt erreichte Weltrang, zumal zahlreiche Gelehrte in Konstantinopel und am Hof wirkten wie etwa der Heide Themistios. Inwiefern eine zielgerichtete Förderung seitens Theodosius’ erfolgte, ist heute nicht mehr klar zu beantworten. Wenigstens aber behinderte er nicht die Tätigkeit der zahlreichen Heiden, die zu dieser kulturellen Spätblüte beitrugen.
Theodosius führte keine größeren Kriege gegen äußere Feinde, was auch darin zum Ausdruck kommt, dass er, für diese Zeit unüblich, nie Beinamen wie Gothicus, Persicus oder ähnliches annahm. Seine Priorität lag vielmehr auf der Konsolidierung seiner Herrschaft im Inneren. Die nach dem Gotenvertrag von 382 einsetzende Friedensperiode kam dem Ostreich wenigstens vorläufig zugute. Wahrscheinlich 387 wurde nach jahrelangen Verhandlungen außerdem ein Vertrag mit dem Sassanidenreich geschlossen. Demnach sollte das stets umstrittene Armenien geteilt werden: etwa ein Fünftel des Landes erhielt Rom, während der Rest von Persien annektiert wurde (sogenanntes Persarmenien). Damit gab Theodosius zwar den jahrhundertealten römischen Anspruch auf ganz Armenien auf. Der Gebietsgewinn war für Rom aber vor allem aus Gründen der Grenzsicherung dennoch von Bedeutung. Damit sorgte Theodosius zugleich für Ruhe an der sonst immer bedrohten Ostgrenze und hatte so einigen Spielraum gewonnen. Im selben Jahr heiratete der Kaiser Galla, die Schwester Valentinians II.

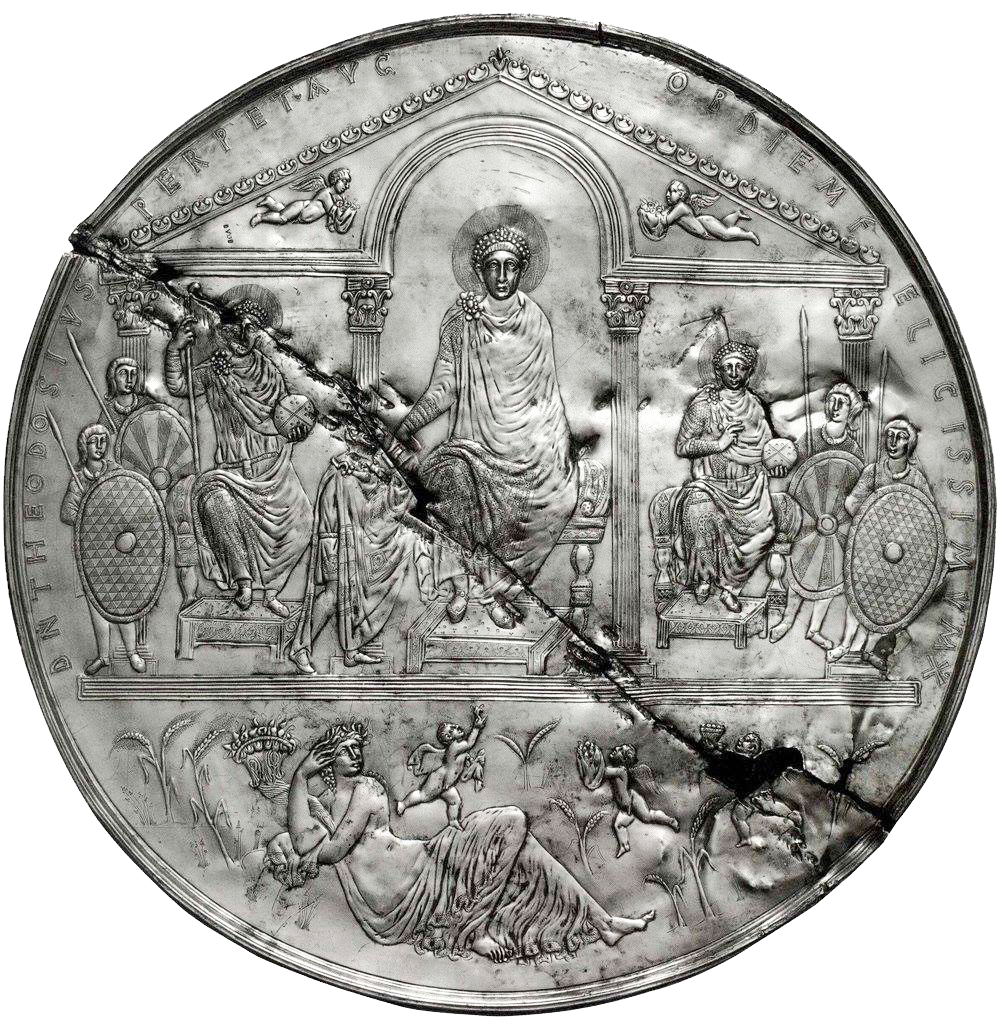
Das Theodosius-Missorium stellt wahrscheinlich Theodosius I. (Mitte) mit seinen Mitkaisern Valentinian II. und Arcadius dar

Im Sommer des Jahres 388 zog Theodosius schließlich doch gegen Magnus Maximus in den Krieg. Dieser war in einen Konflikt mit Valentinians Beratern geraten und in Italien eingefallen, so dass Valentinian II. zu Theodosius fliehen musste. Dieser nutzte den Vorwand, der sich ihm bot. Er heiratete Valentinians Schwester und gewann dadurch Anschluss an die bisherige Herrscherfamilie – und somit dynastische Legitimation. Anschließend zog er mit einem starken Heer in den Westen. Aus dem Konflikt ging Theodosius am Ende siegreich hervor; Maximus wurde in zwei Schlachten geschlagen und wenig später hingerichtet, was auch zeigte, in welchem Maße die Militärpolitik des Theodosius erfolgreich war, trotz der Kritik mancher Historiker hinsichtlich der Verwendung von foederati. Mit dem Sieg über Maximus hatte Theodosius de facto die gesamte Leitung des Reiches in seinen Händen. Dennoch setzte er den jungen Valentinian II. wieder im Westen ein. Ihm zur Seite stellte Theodosius den fähigen, aber auch ehrgeizigen fränkischen General Arbogast, der Jahre zuvor von Gratian zur Unterstützung des Theodosius in den Osten geschickt worden war. Wahrscheinlich sollte Arbogast Valentinian in Theodosius’ Auftrag kontrollieren. Am 13. Juni 389 hielt schließlich Theodosius einen triumphalen Einzug in Rom, wo er bemüht war, sich mit den stadtrömisch-senatorischen Kreisen, die immer noch zu großen Teilen heidnisch gesinnt waren, zu verständigen. Zu diesem Zweck ernannte er 390 auch den bekennenden Heiden und hochrangigen Senator Virius Nicomachus Flavianus zum praefectus praetorio und damit zu einem der höchsten Zivilbeamten des Imperiums. Kurz darauf begab er sich nach Mediolanum (heute Mailand), wo es alsbald zum Konflikt mit Ambrosius kam (siehe unten).
Theodosius war zunächst relativ tolerant gegenüber den Heiden (gegen die er erst in seinen letzten Regierungsjahren vorging) und den Goten. Aber nachdem 390/91 der Visigotenführer Alarich, der politische Gegenspieler seiner letzten Lebensjahre, sich gegen ihn erhoben hatte, verschärfte er seine Politik gegenüber den gotischen foederati. Dabei muss angemerkt werden, dass die Gotenpolitik des Kaisers immer an den Erfordernissen der Realpolitik ausgerichtet war. Theodosius mochte die Goten teils unterstützt haben. Jordanes nannte ihn im 6. Jahrhundert sogar einen „Freund des Friedens und des gotischen Volkes“. Dies hinderte ihn jedoch nicht daran, die Goten auch für seine Zwecke verbluten zu lassen, wie die hohen Verluste gotischer Truppen auf seinen Feldzügen zeigen. Dieses Vorgehen, die besten verfügbaren Truppen intensiv zum Einsatz zu bringen, war freilich nicht ungewöhnlich.
Ende 391 verließ Theodosius Mailand und begab sich wieder nach Konstantinopel. Doch nur wenige Monate später kam es im Westen zu einer Entwicklung, die das erneute Eingreifen des Kaisers dort notwendig machte.

### Letzte Regierungsjahre und Tod

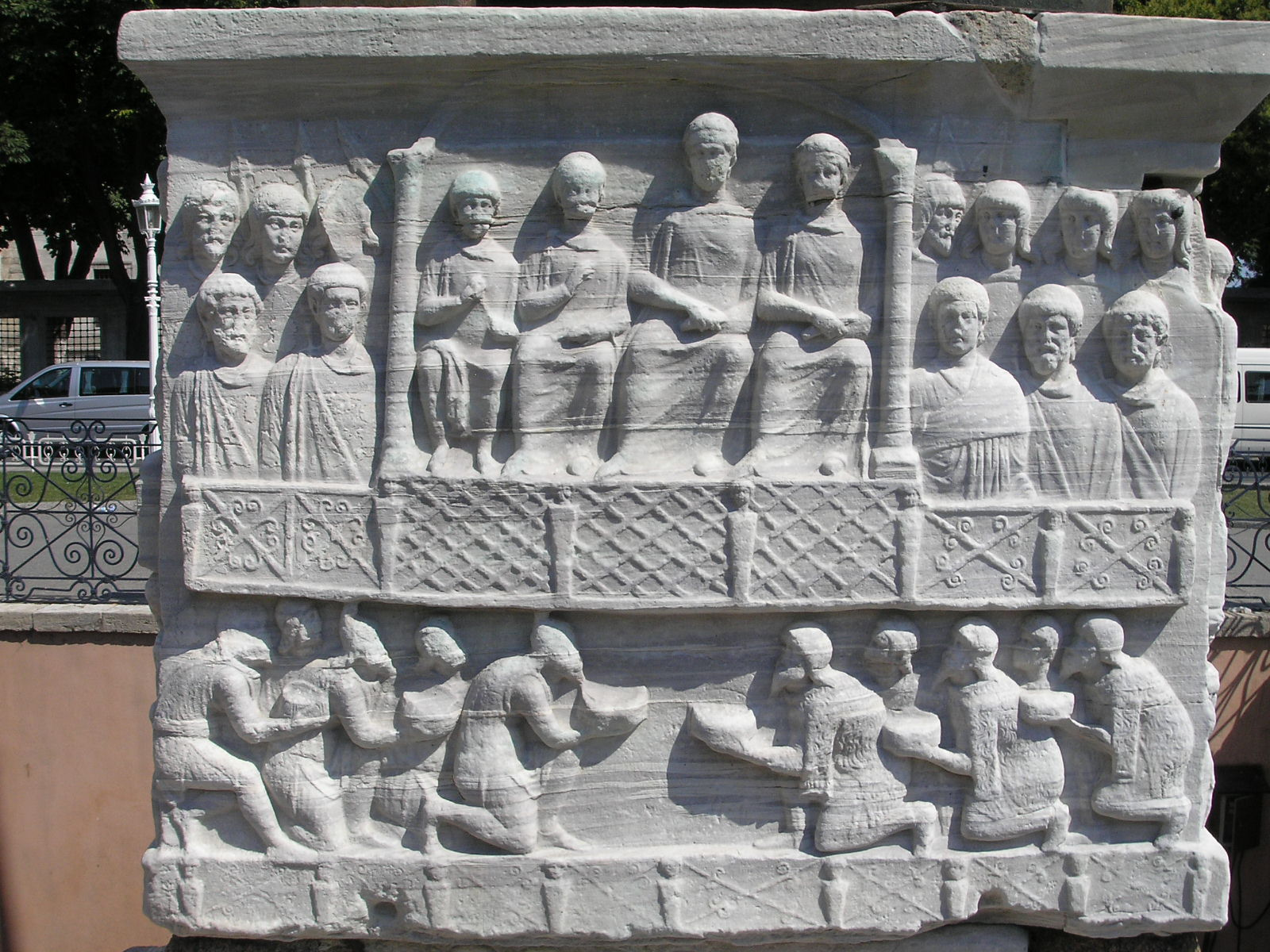
Theodosius mit seinen Söhnen und seinem Hofstaat in der Loge des Hippodroms von Konstantinopel, Sockel des Theodosiusobelisken.

Am 15. Mai 392 wurde Valentinian II. erhängt in seinem Palast in Vienne aufgefunden. Es ist unklar, ob er von Arbogast ermordet wurde oder aufgrund seiner faktischen Machtlosigkeit durch Suizid starb (was nach Ansicht der meisten Forscher wahrscheinlicher ist). Arbogast bat Theodosius monatelang vergeblich um die Entsendung eines neuen Kaisers, und so wurde schließlich der Hofbeamte und Rhetor Eugenius, der ein gemäßigter Christ war, von Arbogasts Truppen zum Kaiser ausgerufen (21./22. August 392). Bald darauf verständigte sich Eugenius mit den heidnischen Senatoren Italiens, da sich die christlichen Bischöfe unter Führung des Ambrosius von Mailand einer Kooperation mit dem Usurpator entzogen. Auch Theodosius lehnte eine Einigung mit Eugenius nach anfänglichem Zögern strikt ab. Eugenius hingegen bemühte sich seit Regierungsbeginn um seine Anerkennung durch Theodosius, wobei er explizit einen nachgeordneten Rang einnehmen wollte; so wurden von ihm bis 393 weiter Münzen mit dem Bild des Theodosius geprägt.
Bei Theodosius’ Weigerung, zu einem modus vivendi zu gelangen, wird neben machtpolitischen Überlegungen vielleicht auch der Umstand eine Nebenrolle gespielt haben, dass die heidnischen Kreise in Rom, zu denen unter anderem die Familien der Symmachi und der Nicomachi (siehe den oben erwähnten Virius Nicomachus Flavianus) gehörten, recht unverblümt auf eine, inzwischen freilich anachronistische, Zurückdrängung der Christen hinarbeiteten. Vor allem Flavianus setzte sich mit Eifer für Eugenius und eine heidnische Restauration ein (siehe auch pagan revival), während sich sein Freund und Verwandter Quintus Aurelius Symmachus, der sich Jahre zuvor für Magnus Maximus eingesetzt hatte, auffallend zurückhielt. Allerdings sind Äußerungen christlicher Autoren, dass etwa die Heiden planten, Kirchen in Ställe zu verwandeln, mit großer Vorsicht zu genießen. Es dürfte sich dabei wenigstens teilweise um einen Reflex auf die begrenzte Erneuerung der heidnischen Kulte handeln, zumal sich der Christ Eugenius gegenüber der Kirche keineswegs feindlich verhielt, freilich von Ambrosius aber eben auch keine Unterstützung erhielt. Es ist anzunehmen, dass die christliche, pro-theodosianische Überlieferung den Bürgerkrieg absichtlich zu einem Konflikt zwischen dem „rechtgläubigen“ Kaiser und einem vermeintlich christenfeindlichen Herausforderer stilisierte. In Wahrheit standen auf beiden Seiten Christen und Heiden, und Eugenius hat vielleicht nicht mehr als eine sehr begrenzte Toleranz gegenüber den Altgläubigen angestrebt.
Theodosius erhob nun neben Arcadius, seit 383 Augustus, seinen jüngeren Sohn Flavius Honorius am 23. Januar 393 ebenfalls zum Mitkaiser, und zwar für den Westen. Damit war eine friedliche Einigung mit Eugenius und Arbogast unmöglich geworden. Bald darauf marschierte Theodosius, der den Feldzug sorgfältig vorbereitet hatte, mit einem starken Heer von angeblich etwa 100.000 Mann, zu dem auch gotische Hilfstruppen gehörten, in den Westen ein. An seiner Seite war auch Stilicho, der immer mehr zu einem wichtigen Vertrauten des Kaisers geworden war. Am 5./6. September 394 besiegte man Eugenius und Arbogast in der höchst blutigen Schlacht am Fluvius frigidus im Vipava-Tal im heutigen Grenzgebiet zwischen Italien und Slowenien. Theodosius verbrachte den Vorabend der Schlacht angeblich wachend und betend in der Festung Ad Pirum auf dem Hochplateau des Birnbaumer Waldes. Es war eine der größten Schlachten der römischen Geschichte und galt den Christen im Nachhinein als ein Gottesurteil: Das Christentum habe demnach über die alten Götter triumphiert. In Wahrheit hatten allerdings auf beiden Seiten Christen wie Heiden gekämpft. Eugenius wurde gefangen genommen und hingerichtet, Arbogast starb kurz darauf durch Suizid. Die besten Einheiten des weströmischen Heeres fanden in der Schlacht den Tod – ein Verlust, der nie wieder wettgemacht werden konnte. Die altgläubigen Unterstützer des Eugenius kamen zumeist ungeschoren davon, und noch unter Honorius bekleideten Heiden hohe Ämter.
Theodosius war mit der Niederwerfung des Eugenius uneingeschränkter Herrscher über beide Reichsteile und verwirklichte, wenn auch nur für sehr kurze Zeit, ein letztes Mal faktisch die Reichseinheit. Dabei ist allerdings zu beachten, dass er auch zu diesem Zeitpunkt lediglich senior Augustus war und nicht der einzige Kaiser im Reich, da Arcadius als iunior Augustus am östlichen Hof residierte.
Der Kaiser war bestrebt, die Kluft, die durch den Bürgerkrieg entstanden war, zu überbrücken. So ließ er kurz nach der Schlacht verlautbaren, dass alle Soldaten des Eugenius, die bereit waren, ihm zu dienen, nicht nur begnadigt würden (dies war üblich), sondern auch einen Anteil an der Siegesbeute erhalten sollten. Auch mit stadtrömischen Kreisen verständigte sich der Kaiser; so ernannte er mit Anicius Hermogenianus Olybrius und Anicius Probinus Konsuln, die, obwohl Christen, der Senatsaristokratie entstammten. Damit wurde auch die Gruppe, die vorher die heidnische Restaurationspolitik mit am heftigsten unterstützt hatte, vom Kaiser eingebunden. Theodosius plante überdies offensichtlich, seine Hauptresidenz wieder nach Italien zu verlegen, und ließ daher seinen jüngeren Sohn zu sich an den westlichen Hof in Mailand kommen, während Arcadius im Osten blieb.

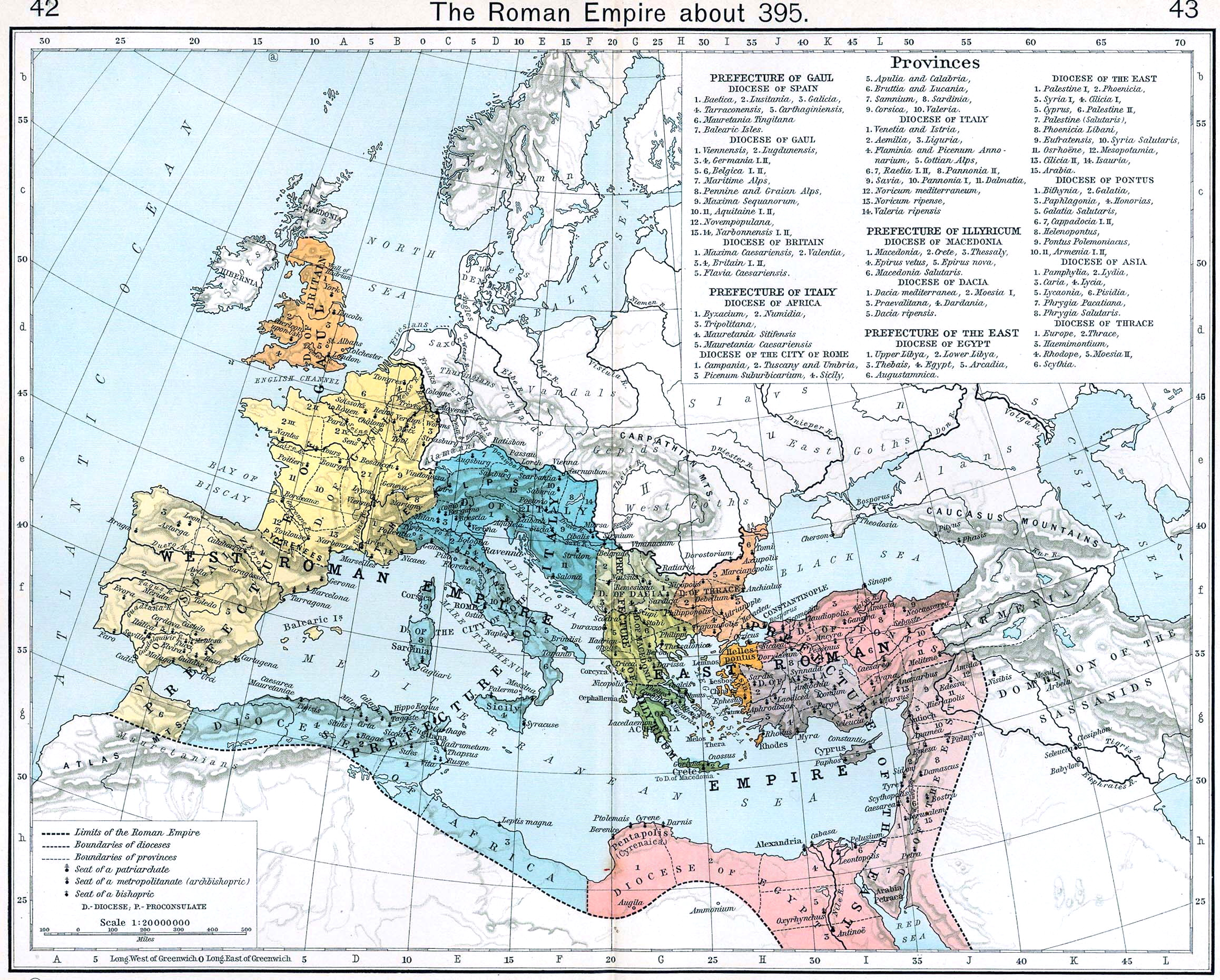
Das römische Reich zum Zeitpunkt des Todes Theodosius’ I. 395 n. Chr.

Kaiser Theodosius I. starb überraschend am 17. Januar 395, wahrscheinlich an Wassersucht. Damit rückte Arcadius zum senior Augustus auf, während sich der westliche Hof mit dem iunior Augustus Honorius begnügen musste. Ambrosius, mit dem sich der Kaiser so manchen Streit geliefert hatte, hielt eine bewegende Totenrede, in der er die Person des Theodosius zum Vorbild eines christlichen Kaisers stilisierte:
Ich habe den Mann geliebt, der in seinen letzten Augenblicken mit dem letzten Atemzug nach mir verlangt hat. Ich habe den Mann geliebt, der, schon dem Ende nahe, mehr um die Lage der Kirche als um die eigene Gesundheit besorgt war. Ich habe ihn geliebt, ich gestehe es, und darum drang der Schmerz in meine tiefste Seele, und ich glaubte ihn durch den ehrenden Nachruf einer längeren Rede lindern zu sollen. Ich habe ihn geliebt und habe zum Herrn die feste Zuversicht, dass er die Stimme meines Gebetes aufnehme, das ich seiner frommen Seele nachsende. (Ambrosius, De obitu Theodosii, 35)
Ambrosius ermahnte Theodosius’ junge Söhne, die Kirche so zu achten, wie es ihr Vater getan habe. Nach einer Trauerzeit wurde der Leichnam auf Druck des Arcadius nach Konstantinopel überführt und dort in der Apostelkirche beigesetzt. Theodosius hinterließ seinen beiden Söhnen Arcadius und Honorius das Reich: Honorius (dem Stilicho zur Seite gestellt wurde; ob dies auf Theodosius zurückgeht, ist umstritten) wurde im Westen, Arcadius im Osten Kaiser. Allerdings ließ niemand am Fortbestand des einen Imperiums Zweifel aufkommen, mochte es auch unter seinen Söhnen in zwei Herrschaftsbereiche aufgeteilt werden (wie schon beispielsweise unter Valentinian I. und Valens), wobei formal die Reichseinheit gewahrt blieb (siehe auch Reichsteilung von 395). Bald jedoch entwickelten sich die beiden Reichsteile langsam, aber doch endgültig auseinander, und nur knapp 80 Jahre später ging das weströmische Kaisertum unter. Keinem Kaiser nach Theodosius gelang es mehr, die Einheit des Reiches faktisch wiederherzustellen, wenngleich Justinian I. dies noch im 6. Jahrhundert (erkauft unter großen Opfern) mit einigem Erfolg versuchte.

## Religionspolitik

### Christlicher Kaiser
In den Quellen wird immer wieder die christliche Frömmigkeit des Kaisers betont. Diese kam etwa darin zum Ausdruck, dass er als Kaiser endgültig den Titel Pontifex maximus ablehnte, da dieser der höchste Titel der heidnisch-altrömischen Religion gewesen war; in der Forschung ist nicht ganz unumstritten, ob dieser Schritt wirklich von Theodosius selbst ausging. Weiterhin zeigte er als Erster seine Ernennung zum Kaiser nicht nur beim Senat in Rom, sondern auch bei dem in Konstantinopel an.
Was Theodosius von seinen Vorgängern unterschied, war weniger sein christlicher Glaube als vielmehr seine dezidierte Hervorhebung der Katholizität: Die meisten christlichen Kaiser vor ihm hatten mit dem Arianismus sympathisiert. Theodosius erklärte hingegen 380 in dem berühmten Edikt Cunctos populos (das an die Bevölkerung Konstantinopels gerichtet war, aber auch die Gesamtbevölkerung des Reiches ansprach) das nicänische Christentum als maßgeblich: Als wahrer, katholischer Christ könne nur gelten, wer die Religion bekenne, die der Apostel Petrus den Römern überliefert habe und zu der sich der damalige Papst Damasus I. sowie der damalige Bischof von Alexandria, Petros, bekennen würden; daher gelte, „dass wir also an die eine Gottheit des Vaters und des Sohnes und des Heiligen Geistes bei gleicher Majestät und heiliger Dreifaltigkeit glauben“. Alle anderen wurden als Häretiker eingestuft.
Zusätzlich berief Theodosius, um den seit 325 andauernden Streit und die drohende Glaubensspaltung zwischen Trinitariern und Arianern zu beenden, 381 das 1. Konzil von Konstantinopel (das 2. ökumenische Konzil) ein. Auf diesem Konzil verwarfen 150 Bischöfe nochmals den Arianismus und formulierten die endgültige, bis heute bestehende Fassung des Nicäischen Glaubensbekenntnisses.
Theodosius, der zu Beginn seiner Herrschaft nicht gezögert hatte, seinem verstorbenen Vater den traditionellen Titel divus („der Göttliche“) zu verleihen, ergriff erst in seinen letzten Regierungsjahren – offenkundig im Zusammenhang mit der Usurpation des Eugenius – energisch Maßnahmen gegen das Heidentum, das er bis dahin toleriert hatte; so waren weiterhin heidnische Beamte und Militärs beschäftigt worden (und wurden es auch weiterhin). 391/92 verbot er jedoch schließlich die heidnischen Kulte und ihre Ausübung. Dies war vermutlich eine begrenzte Aktion, die sich wohl ganz konkret gegen die großteils altgläubigen Anhänger des Eugenius richten sollte. 393 wurden auch die Olympischen Spiele verboten, doch erst Theodosius II. setzte ihnen mit der Verbrennung des Zeustempels wirklich ein Ende (obwohl sie noch bis ins 6. Jahrhundert heimlich und in geringerem Umfang stattgefunden haben sollen).
Ob die entsprechenden Erlasse des Kaisers, die wohl in einen begrenzten zeitlichen, politischen und lokalen Zusammenhang gehörten, wirklich wörtlich zu nehmen sind, wird von der Forschung inzwischen bezweifelt: Bemerkenswerterweise findet sich bei den christlichen Autoren des fünften Jahrhunderts kein Hinweis auf ein faktisch wirksames Verbot der paganen Kulte. Wenn die kaiserlichen Gesetze also wirklich reichsweit gelten sollten, so wurden sie offenbar weder wahrgenommen noch unmittelbar staatlich durchgesetzt. Heute sind viele Forscher daher der Meinung, erst Kaiser Justinian I. sei (150 Jahre nach Theodosius) wirklich entschlossen und tatkräftig gegen die letzten Altgläubigen im Imperium vorgegangen; erst dieser ließ die letzten offiziell geduldeten Tempel schließen.
Im Jahre 391 kam es zu einem schweren Zwischenfall: In Alexandria war es zu blutigen Auseinandersetzungen zwischen Christen und Heiden gekommen, wohl angeheizt vom Patriarchen Theophilos. Einige Heiden hatten sich im bekannten Serapisheiligtum verschanzt, Christen zum Opfern gezwungen und teils gekreuzigt. Theodosius vergab zwar die Morde, um so die Situation zu beruhigen, ordnete aber die Zerstörung des Heiligtums an, wobei Theophilos auch andere heidnische Heiligtümer zerstörte. Andere Berichte über Tempelzerstörungen sind jedoch sehr problematisch, ihre Richtigkeit ist nicht immer einwandfrei zu klären. Klar ist in jedem Fall, dass Theodosius Tempelzerstörungen nie angeordnet hat und sie vielmehr auf Übergriffe lokaler Statthalter bzw. Bischöfe zurückzuführen sind.

### Die Auseinandersetzung mit Ambrosius
Zwei Beispiele verdeutlichen, wo die Grenzen kaiserlicher Macht im religiösen Bereich lagen. 388 war eine Synagoge in Callinicum, im Osten des Reiches an der Grenze zu Persien, in Flammen aufgegangen, nachdem der örtliche Bischof den christlichen Mob, darunter zahlreiche Mönche, zu einem Pogrom angestachelt hatte. Einen Hintergrund für diesen Akt lieferte möglicherweise die vom Perserkönig Schapur II. mehrere Jahre zuvor initiierte Christenverfolgung, an der auch Juden beteiligt gewesen sein sollen, doch ist dies letztlich eine unbewiesene Vermutung. Fest steht: Theodosius verstand den Gewaltausbruch zunächst einfach als sicherheitspolitisches Problem, als einen Aufruhr, den der römische Staat selbstverständlich nicht dulden könne. Der Kaiser wollte die christlichen Brandstifter daher für ihre Tat zur Verantwortung ziehen und verlangte insbesondere den Wiederaufbau der zerstörten Synagoge. Er wurde aber von Ambrosius, dem Bischof von Mailand, der bereits auf Gratian und Valentinian II. großen Einfluss ausgeübt hatte, davon abgebracht: Ambrosius bestand darauf, es handle sich um einen Konflikt zwischen dem christlichen Glauben und dem Judentum; falls der Kaiser die christlichen Gewalttäter bestrafe, würde er sich damit gegen die einzig wahre Religion wenden. Ambrosius verweigerte Theodosius daher die Kommunion, bis dieser schließlich nachgab und die Schuldigen ungestraft ließ.
Ein zweites Beispiel ist das Massaker von Thessaloniki im Jahr 390, in dem angeblich 7.000 Bürger aufgrund der Ermordung des gotischen Generals Butherich von gotischen foederati niedergemetzelt wurden. Es hieß, der Kaiser habe den Hinrichtungsbefehl der Mörder Butherichs nicht mehr rechtzeitig zurücknehmen können, und die gezielte Vergeltungsaktion sei in ein Massaker ausgeartet; es ist aber auch möglich, dass diese Version Theodosius nachträglich exkulpieren sollte. Jedenfalls wurde Theodosius von Ambrosius für die Vorgänge verantwortlich gemacht, nicht zur Messe zugelassen und zu einem Bußakt genötigt, der aber keineswegs die Amtswürde des Kaisers herabsetzte: So wurde dieses Ereignis offenbar auch von Ambrosius nicht aufgefasst; Theodosius hatte so vielmehr die Möglichkeit, sich als demütiger, aber auch tugendhafter Herrscher zu präsentieren und die Schuld an dem Blutbad demonstrativ von sich zu weisen. Dennoch zeigen die Beispiele, dass ein mächtiger und willensstarker kirchlicher Amtsträger dem Kaiser, der für sich in Anspruch nahm, über allen Gesetzen zu stehen, durchaus Konzessionen abringen konnte. Dies war eine direkte Folge der 380 erfolgten Taufe, da der Kaiser nun selbst kirchlichen Sanktionen ausgesetzt war.

### Bewertung der Religionspolitik

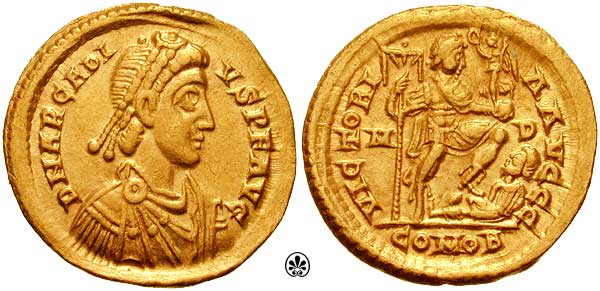
Arcadius auf einem Solidus

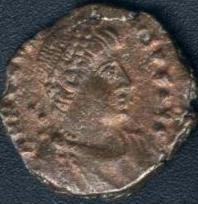
Bronzemünze mit dem Profil des Honorius

Bei der Betrachtung der Religionspolitik des Theodosius muss betont werden, dass manch scharfe Verlautbarung in den Gesetzen eine eher milde Umsetzung in der Praxis fand – wenn überhaupt. Theodosius war offenbar kein „Scharfmacher“; ihm ging es vor allem um das integrierende Element der Religion, um so eine eventuelle von dort ausgehende Bedrohung für die Stabilität des Staates auszuschließen. Vor allem gegen Häretiker, nicht gegen Heiden, sollte vorgegangen werden, und hier zeigen die Aussagen späterer Zeitgenossen wie die des Orosius, aber auch des Augustinus von Hippo, dass gerade die Religionspolitik des Theodosius erheblich dazu beitrug, dass das Römische Reich trotz seiner faktischen Teilung 395 (Reichsteilung von 395) noch einmal eine gewisse innere Einheit erlangte, so brüchig diese auch sein mochte. Die Religionspolitik des Theodosius, die geprägt war vom allgemein anerkannten kaiserlichen Selbstverständnis als Gottes Vizekönig auf Erden, sorgte schließlich für einen deutlichen Schub in der Christianisierung des Imperiums, das nun den Sprung zum wirklichen Imperium Romanum Christianum vollzog, auch wenn das Heidentum noch mindestens 200 Jahre lang fortbestand.

## Familie
Von seiner ersten Frau Aelia Flaccilla († 386) hatte Theodosius drei Kinder: die beiden Söhne Arcadius und Honorius, die später seine Nachfolge übernahmen, und eine Tochter namens Pulcheria († 385).
Von seiner zweiten Frau Galla, einer Tochter Valentinians I., hatte er eine Tochter, Galla Placidia, die nach seinem Tod noch eine große politische Rolle spielte, sowie einen Sohn namens Gratian, der allerdings früh verstarb († 394 ?).

## Rezeption

### Im Urteil der Zeitgenossen
Theodosius wurde bereits von Zeitgenossen unterschiedlich beurteilt. Für viele Heiden (wie Themistios und Libanios), aber vor allem für die Kirchenhistoriker (Orosius, Sozomenos, Sokrates) war er ein Vorbild an Herrschertugenden. Der Historiker Zosimos (der sich dabei dem harten Urteil seiner Quelle, des heidnischen Philosophen Eunapios von Sardes, anschloss) sah dies ganz anders, wobei das Werk des Zosimos (gerade aufgrund von dessen Haltung zum Christentum) in vielerlei Hinsicht problematisch und stark subjektiv gefärbt, teils gar widersprüchlich und fehlerhaft ist. Ähnliche Vorbehalte müssen freilich auch für die Kirchenhistoriker selber gelten, die bemüht waren, den Kaiser im besten Licht darzustellen.

### In der Forschung

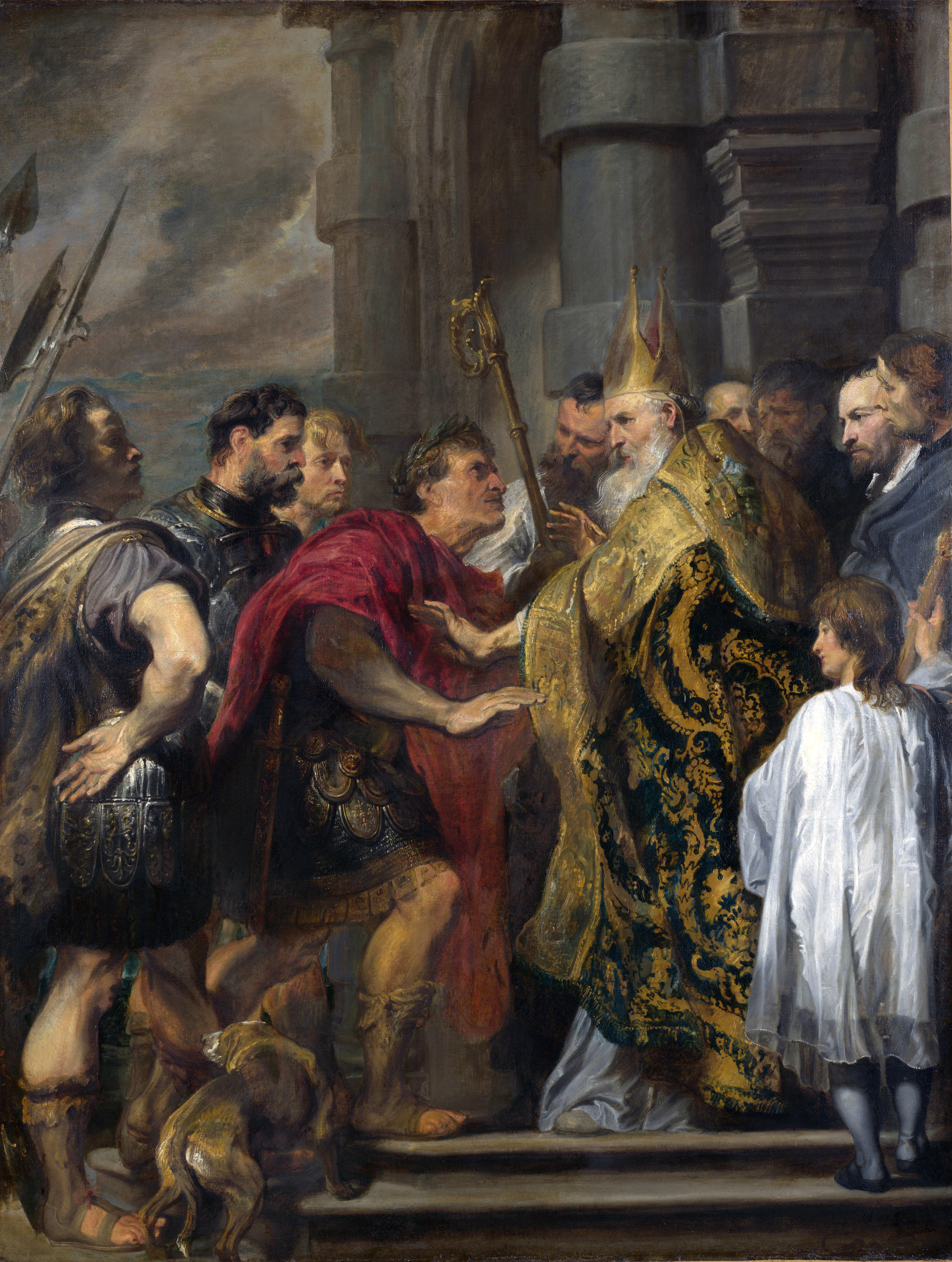
Gemälde von Anthonis van Dyck aus dem 17. Jahrhundert: Ambrosius und Theodosius

In der älteren Forschung war man Theodosius gegenüber teils skeptisch und negativ (wie Otto Seeck und der französische Historiker André Piganiol) oder vollkommen positiv gewogen (Ernst Kornemann). Auch in der modernen Forschung reicht das Spektrum von wohlwollend (Adolf Lippold) bis zu leicht distanziert (Hartmut Leppin, der manche Erfolge des Kaisers auf sein „Glück“ zurückführt und das nicänische Bekenntnis des Kaisers auch unter taktischen Gesichtspunkten zu deuten versucht). Gleichzeitig betont Leppin aber immer wieder auch das umsichtige und auf Integration ausgelegte Handeln des Kaisers sowie den Unterschied zwischen „starken Worten und milden Taten“, etwa in Bezug auf die Religionspolitik.
Die Quellen eröffnen aufgrund ihrer Ambivalenz viele Möglichkeiten der Interpretation, ohne dass der Kaiser als Person wirklich fassbar wird. Doch ist man sich in der modernen Forschung weitgehend einig, dass man Theodosius kaum die nachfolgende Entwicklung des Westreiches zum Vorwurf machen kann – denn die römische Politik versagte hinsichtlich der Barbaren erst, als diese bereits nach dem Zusammenbruch der Rheingrenze 406 ins Reich eingebrochen waren (siehe Rheinübergang von 406) und es schließlich keine Möglichkeit mehr gab, ihnen Einhalt zu gebieten.

## Bewertung
Bald nach seinem Tod wurde Theodosius wegen seiner Bemühungen um die Einigung der Kirche „der Große“ genannt. Im Bereich der Religionspolitik ist ihm der wirkliche Durchbruch zum christlichen Imperium gelungen, wobei seine (wenigstens indirekte) Rolle bei der endgültigen Formulierung des Nicäischen Glaubensbekenntnisses, welches bis heute Gültigkeit hat, von Bedeutung ist. Damit wurde zugleich ein wichtiger Schritt zur inneren Stabilisierung des Reiches getan.
Allerdings gelang es ihm im militärischen Bereich nicht, das Rekrutierungsproblem dauerhaft zu lösen. Die Barbarisierung des Heeres schritt aufgrund des zunehmenden Einsatzes von Foederaten stetig voran, wobei diese Praxis allerdings nur dem damaligen Mangel an verfügbaren Soldaten Rechnung trug. Um dieses Problem, welches vor allem nach dem Debakel von Adrianopel bestand, zu lösen, erschien es Theodosius unerlässlich, mit Hilfe barbarischer Hilfstruppen das Heer aufzustocken. Dies war eine Maßnahme, auf die bereits die Vorgänger des Theodosius zurückgegriffen hatten und die vorläufig Erfolg hatte. Eine lückenlose Durchdringung der zivilen Eliten und eine wirksame Lösung der finanziellen Probleme, die teilweise durch die Besoldung der Foederaten herbeigeführt wurden, ist ihm dennoch nicht geglückt. Dafür kam es zu Verbesserungen in der Verwaltungspraxis, während Literatur und Kunst in seiner Regierungszeit noch einmal einen Aufschwung erlebten.
Theodosius I. gilt, trotz mancher Einschränkung, als bedeutendster Herrscher in der Zeit zwischen Konstantin dem Großen und Justinian I. Es ist nicht zuletzt den Fähigkeiten und den Maßnahmen des Theodosius zu verdanken gewesen, dass das Ostreich nach Adrianopel wieder stabilisiert und die Gotengefahr wenigstens vorläufig gebannt wurde, zumal Theodosius militärische Abenteuer vermied und eine Dynastie begründete, welche die langlebigste des spätrömischen Reiches wurde. Der Kaiser handelte stets mit Bedacht und versuchte integrativ tätig zu sein. Seine sorgfältig vorbereiteten und durchaus erfolgreichen Feldzüge wie die gegen Magnus Maximus und Eugenius zeugen zugleich von seinem militärischen Geschick, wenn er auch kein Eroberer war.
Theodosius selbst scheint manchmal wankelmütig gewesen zu sein, war aber ein durchaus fähiger Herrscher, der im Gegensatz zu manchem seiner Vorgänger und Nachfolger durchaus eigenständige Entscheidungen traf, wobei Zeitgenossen vor allem seinen Charakter lobten, zumal er sich gegenüber seinen Feinden milde zeigte.
Siehe auch: Spätantike